# Scutisorex somereni
Il toporagno armato (Scutisorex somereni Thomas, 1910), anche noto come toporagno eroe, è un toporagno della famiglia dei Soricidi, diffuso nell'Africa centrale. La sua particolare morfologia è attualmente al centro di un controverso dibattito scientifico.

## Etimologia
Il termine generico deriva dalla combinazione delle due parole latine scutum-, scudo e -sorex, toporagno, con evidente allusione alla sua particolare morfologia, mentre l'epiteto specifico è stato dedicato al naturalista belga R. van Someren, il quale catturò l'olotipo presso Kampala, in Uganda. L'alternativo nome comune di "toporagno eroe" fa riferimento alla tradizione della popolazione dei Mangbetu della Repubblica Democratica del Congo, che considera questo animale coraggioso e quindi utilizzato come portafortuna.

## Descrizione

### Dimensioni
È un toporagno di grandi dimensioni, con la lunghezza della testa e del corpo tra 120 e 153 mm, la lunghezza della coda tra 76 e 99 mm, la lunghezza del piede tra 22 e 27 mm, la lunghezza delle orecchie tra 9 e 16 mm e un peso fino a 92 g.

### Aspetto
La pelliccia è lunga, densa e lanosa, cosparsa di peli più lunghi. Il colore generale del corpo è grigio-nerastro con dei riflessi brunastri, talvolta cosparso di peli con la punta bianca, ma generalmente più uniforme nelle parti ventrali. Alcuni individui sono spesso macchiati di giallo o marrone a causa della secrezione oleosa prodotta da ghiandole poste ai lati del corpo all'altezza della groppa. Il muso è lungo, appuntito e bruno-nerastro. Gli occhi sono piccoli. Le orecchie sono piccole, parzialmente nascoste nella pelliccia e bruno-nerastre. Le zampe sono bruno-nerastre. La coda è relativamente lunga, scura e ricoperta di corti peli nerastri. Le femmine hanno due paia di mammelle inguinali.

### Caratteristiche craniche e dentarie
Il cranio è grande e robusto, con le creste lambdoidali enormemente sviluppate e proiettate posteriormente oltre il condilo occipitale. La superficie del cranio intorno a questo scudo osseo è irregolare. I denti sono piccoli, ci sono quattro denti unicuspidati dopo il primo incisivo superiore, l'ultimo premolare è ben sviluppato mentre i molari sono provvisti di cuspidi.
Sono caratterizzati dalla seguente formula dentaria:

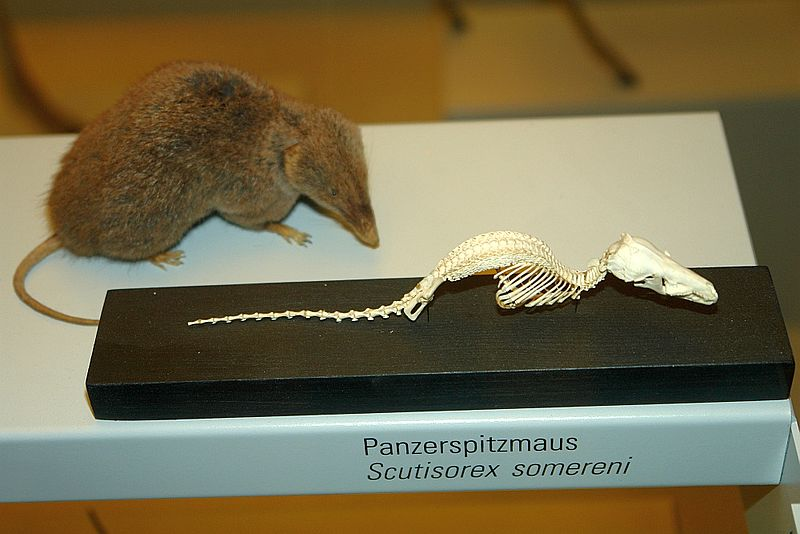
Esemplare di C. somereni e scheletro parziale (scheletro assile), che mette in mostra la peculiare spina dorsale

### Struttura ossea
La struttura della colonna vertebrale è unica tra tutti i mammiferi. Essa è composta di 7 vertebre cervicali, 14 toraciche, ben 11 lombari e 5 sacrali. Quelle comprese tra la regione toracica centrale e l'ultima lombare sono eccezionalmente modificate, con uno sviluppo di spine ossee, chiamate trabeculi o tubercoli, sia lateralmente che verticalmente, le quali si incastrano con quelle delle vertebre adiacenti, donando alla struttura una robustezza tale da poter resistere ad enormi pressioni sulla schiena. A tal proposito viene riferito di un episodio nel quale, per dimostrare agli esploratori europei la resistenza dell'animale, un uomo il cui peso fu stimato intorno ai 72 kg, dopo un preventivo rituale mistico, si poggiò con tutto il corpo, bilanciandosi con una sola gamba, sulla schiena di un esemplare di questa specie per diversi minuti; alla fine l'animale non sembrava riportare nessun danno da questa esperienza.
Oltre a tale resistenza alla compressione, la sua peculiare struttura dona alla colonna vertebrale del toporagno armato una notevole resistenza alla torsione, in rapporto ben cinque volte superiore rispetto a quella di un ratto grigio. La massa della sola spina dorsale contribuisce per quasi il 4% a quella dell'intero animale, mentre, per confronto, negli altri piccoli mammiferi questa proporzione varia solamente tra lo 0,5 e l'1,6%. Questa anomalia riguarda però solo lo scheletro assile, mentre gli arti dello Scutisorex non sono particolarmente robusti.

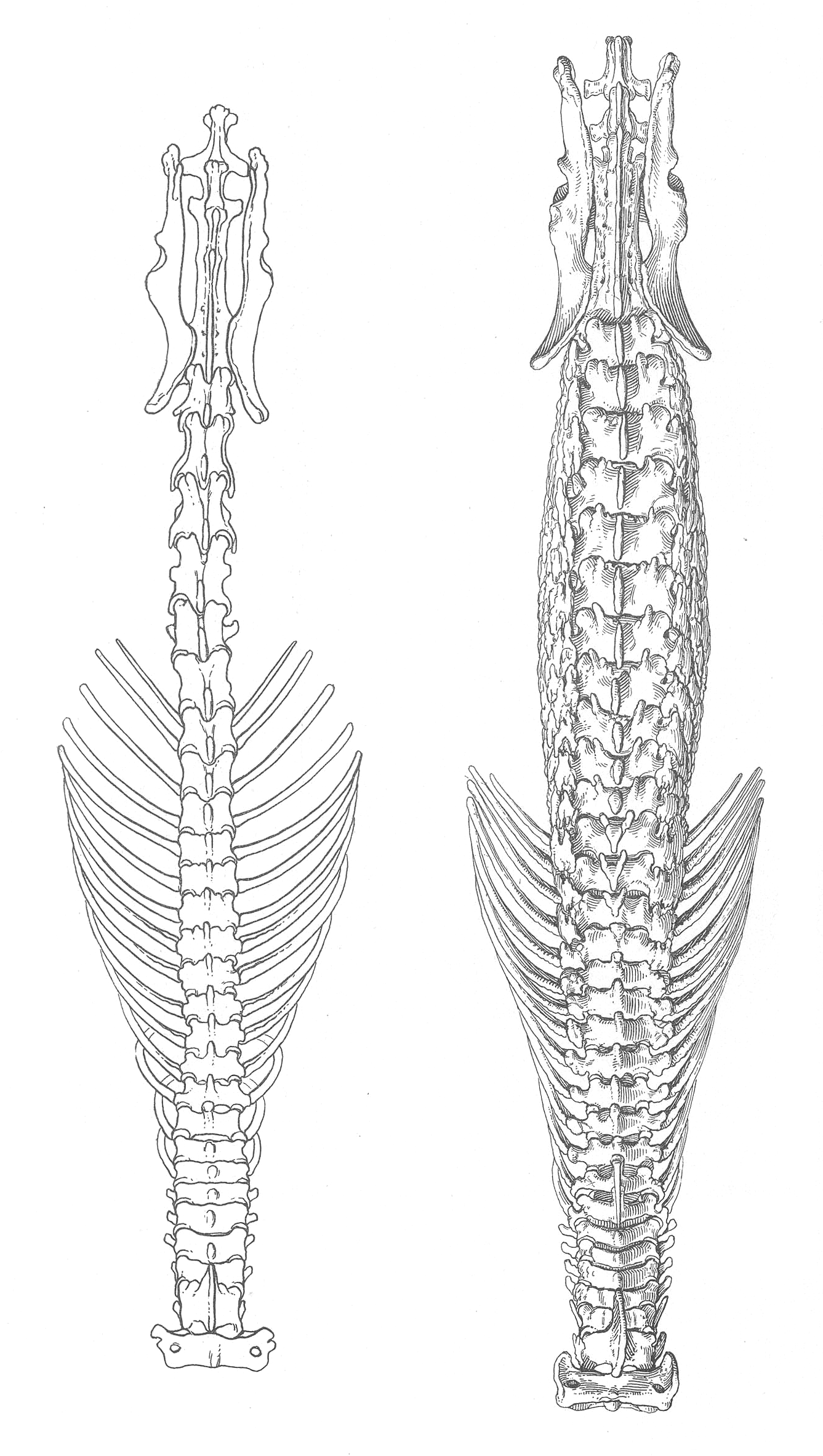
La cassa toracica e la colonna vertebrale di un toporagno armato (a destra) confrontata con quella tipica dei toporagni della stessa sottofamiglia.

Anche le costole sono particolarmente massicce, e simili in struttura a quelle di mammiferi fossori. A riposo la colonna vertebrale assume una posizione arcuata, particolarmente appena dietro le scapole, e di conseguenza la cassa toracica si è potuta sviluppare più verticalmente che orizzontalmente. Tutto ciò impedisce una normale mobilità sui tre piani, in particolare su quello sagittale, ed induce una locomozione serpentiforme, molto diversa da tutti gli altri toporagni, permettendo tuttavia all'animale di voltarsi completamente anche all'interno di cunicoli poco più larghi di lui

#### Ragioni evolutive
La struttura della spina dorsale è uno degli elementi più conservativi nell'evoluzione animale, perciò spiegare la particolarità del toporagno armato è un problema scientifico significativo. Tra le ipotesi avanzate per giustificare la funzione di questa inusuale morfologia, è prevalsa per diverso tempo quella proposta dal naturalista Jonathan Kingdon, relativa alla necessità di mantenere il corpo sollevato dal suolo in certi tipi di habitat come quelli paludosi, tuttavia né questa né le altre ipotesi erano considerate soddisfacenti sotto un punto di vista ecologico e comportamentale. Nel 2013, in concomitanza con la descrizione di una nuova specie di Scutisorex, è stata avanzata un'ulteriore ipotesi secondo la quale il toporagno armato potrebbe utilizzare la schiena come leva per sollevare rami, tronchi o grosse foglie di palme abbattute per catturare le loro prede preferite, come i lombrichi. Nonostante questo comportamento non sia mai stato osservato direttamente, è accertato che alcuni locali, mentre cercavano larve di coleotteri sotto questi resti, abbiano spesso incontrato proprio questi toporagni. Si tratterebbe della «prima spiegazione convincente del significato adattivo della particolare spina dorsale».

## Biologia

### Comportamento
Probabilmente si tratta di una specie più sociale rispetto agli altri toporagni. Marca il territorio con la secrezione prodotta dalle ghiandole del corpo, la quale ha un odore molto caratteristico, che può essere identificato dall'uomo fino a 5 metri di distanza.

### Alimentazione
Si nutre di lombrichi, larve di ditteri, diplopodi, ragni e in misura minore di coleotteri, formiche, acari, eterotteri, isotteri, blattoidea e acrididi catturati al suolo perlustrando instancabilmente sotto foglie, pezzi di cortecce e anche rocce.

### Riproduzione
Si riproduce tra dicembre ed agosto. Le gravidanze sono più frequenti nella stagione delle piogge. Danno alla luce tra 1 e 3 piccoli alla volta.

## Distribuzione e habitat
Questa specie è diffusa nella Repubblica Democratica del Congo nord-orientale ed orientale, Ruanda, Burundi nord-occidentale e Uganda.
Vive nelle foreste di pianura e montane tra 400 e 2.500 metri di altitudine. È stata osservata meno frequentemente all'interno di foreste secondarie e boschi di Bambù. Non sembra invece essere presente in zone paludose come precedentemente riportato.

## Tassonomia
Nel 2013, William T.Stanley & Al., hanno descritto una nuova specie, S.thori, nella Repubblica Democratica del Congo.

## Conservazione
La IUCN Red List, considerato il vasto areale, la popolazione presumibilmente numerosa e la presenza in diverse aree protette, classifica S.somereni come specie a rischio minimo (Least Concern).